# Baldellia repens
Baldellia repens is een soort uit de waterweegbreefamilie (Alismataceae). De soort komt voor op de Canarische Eilanden, West-Europa, Zuidwest-Europa en Noordwest-Afrika.

## Ondersoorten
- Baldellia repens subsp. baetica
- Baldellia repens subsp. cavanillesii
- Baldellia repens subsp. repens

... · 
B. alpestris · 
B. ranunculoides · 
B. ranunculoides subsp. ranunculoides (stijve moerasweegbree) · 
B. ranunculoides subsp. repens (kruipende moerasweegbree) · 
B. repens · 
...